# 逆輸入 〜港湾局〜
『逆輸入 〜港湾局〜』（ぎゃくゆにゅう こうわんきょく 英題：Reimport Ports and Harbors Bureau）は、2014年5月27日にユニバーサルミュージックより発売された日本のシンガーソングライター椎名林檎のセルフカバー・アルバム。

## 概要
本作は椎名のデビュー15周年企画作品の締めくくりとして発売された初のセルフカバー・アルバムで、これまで他のアーティストへ提供してきた楽曲を曲ごとに異なる編曲者を迎えてセルフカバーした音源が収録されている。
タイトルの「港湾局」は、全ての曲のアレンジを異なるアレンジャーに手掛けてもらうことで、それぞれの曲が色々な港を経由して帰ってくるというイメージで付けられた。
本作の発売を記念したコンサート「ちょっとしたレコ発 2014 〜横浜港へ逆輸入〜／〜大阪港へ逆輸入〜」が、それぞれ横浜の大さん橋ホール（2013年5月26日・27日）と大阪のサンケイホールブリーゼ（同年6月5日・6日）で開催された。5月27日の公演はWOWOWで『生中継！椎名林檎 思い付きライブ ちょっとしたレコ発 2014 〜横浜港へ逆輸入〜』というタイトルで生中継され、5月25日には事前番組として無料特番『生中継直前！椎名林檎 WOWOW特別番組 〜セルフカバーアルバム「逆輸入」の件〜』も放送された。
ミュージック・ジャケット大賞2015にて、本作が大賞を受賞した。
初回限定生産盤（品番：TYCT-69017）と、通常盤（品番：TYCT-60035）の2形態での発売。初回限定生産盤はケース付きハードカバー・ブック仕様で、購入者先着特典としてB2ポスターが付く。また両盤いずれかを事前予約購入すると「椎名林檎 ちょっとしたレコ発2014」のライブ・チケットが先行抽選予約できる。

## 収録曲
1. 主演の女
2009年にPUFFYのアルバム『Bring it!』へ提供した楽曲。
2. 渦中の男
2008年にTOKIOのシングル『雨傘/あきれるくらい 僕らは願おう』へカップリング曲として提供した楽曲[注 1]。原曲から曲構成が改変され、歌詞も日本語から英語に変更されている。
3. プライベイト
1998年に広末涼子へ提供した楽曲。本作に収録されている楽曲の中では最古であるとともに、椎名が初めて他者へ提供した楽曲である。
4. 青春の瞬き
2011年に栗山千明のシングル『月夜の肖像』へカップリング曲として提供した楽曲。本楽曲は2012年に開催された東京事変のツアー「Live Tour 2012 Domestique Bon Voyage」のアンコールでも披露されていた。
5. 真夏の脱獄者
2012年にSMAPのアルバム『GIFT of SMAP』へ提供した楽曲。収録にあたり歌詞が日本語から英語に変更されている。
6. 望遠鏡の外の景色
2012年に野田秀樹による演劇 NODA MAP 第17回公演『エッグ』へ提供した楽曲（アルバム『毒苺』収録）。原曲はインストゥルメンタルだが、本作では終盤の一行のみスペイン語の歌詞が新たに書き下ろされている。
7. 決定的三分間
2011年に栗山千明のシングル『おいしい季節/決定的三分間』へ提供した楽曲。収録にあたり歌詞が日本語から英語に変更されている。
8. カプチーノ
1999年にともさかりえへ提供した楽曲。
9. 雨傘
2008年にTOKIOへ提供した楽曲。収録にあたり歌詞が日本語から英語に変更されている。
10. 日和姫
2009年にPUFFYへ提供した楽曲。
11. 幸先坂
2013年に真木よう子へ提供した楽曲で、本作に収録されている楽曲では最新の曲。
本作では佐藤芳明のアコーディオンによる伴奏で収録され、イントロ部分に佐藤の楽曲「Your Son」を引用している。

### 楽曲クレジット
| 全作詞・作曲: 椎名林檎。 |                      |           |            |            |      |
| #                        | タイトル             | 作詞      | 作曲・編曲 | 編曲       | 時間 |
| 1.                       | 「主演の女」         | 椎名林檎  | 椎名林檎   | 大友良英   | 3:48 |
| 2.                       | 「渦中の男」         | 椎名林檎  | 椎名林檎   | 上田剛士   | 3:13 |
| 3.                       | 「プライベイト」     | 椎名林檎  | 椎名林檎   | 前山田健一 | 3:19 |
| 4.                       | 「青春の瞬き」       | 椎名林檎  | 椎名林檎   | 冨田恵一   | 5:18 |
| 5.                       | 「真夏の脱獄者」     | 椎名林檎  | 椎名林檎   | 大沢伸一   | 3:29 |
| 6.                       | 「望遠鏡の外の景色」 | 椎名林檎  | 椎名林檎   | 村田陽一   | 4:34 |
| 7.                       | 「決定的三分間」     | 椎名林檎  | 椎名林檎   | 中山信彦   | 3:00 |
| 8.                       | 「カプチーノ」       | 椎名林檎  | 椎名林檎   | 小林武史   | 4:03 |
| 9.                       | 「雨傘」             | 椎名林檎  | 椎名林檎   | 根岸孝旨   | 3:46 |
| 10.                      | 「日和姫」           | 椎名林檎  | 椎名林檎   | 日高央     | 3:00 |
| 11.                      | 「幸先坂」           | 椎名林檎  | 椎名林檎   | 佐藤芳明   | 4:15 |
| 合計時間:                | 合計時間:            | 合計時間: | 41:53      |            |      |

## クレジット
| 主演の女 - 大友良英スペシャルビッグバンド arrangement & guitars：大友良英 piccol：斉藤寛 clarinet：井上梨江 tenor sax：鈴木広志 soprano sax：江川良子 baritone sax：東良太 trumpet：佐藤秀徳 trombone：今込治 tuba：木村仁哉 accordion：大口俊輔 piano：江藤直子 synthesizer：近藤達郎 electric bass：かわいしのぶ drums：芳垣安洋 vibraphone, glockenspiel：相川瞳 marimba, timpani：上原なな江 conga, djembe, metal percussion：小林武文 渦中の男 arrangement & track composing：上田剛士（AA=） recording & mixing engineer：上田剛士 & 草間敬 vocal recording：井上雨迩 プライベイト arrangement & instruments programming：前山田健一 青春の瞬き arrangement, instruments & treatments：冨田恵一 真夏の脱獄者 arrangement & mixing：大沢伸一 electric guitar：高柳央 望遠鏡の外の景色 arrangement & trombone：村田陽一 piano：笹路正徳 wood bass：高水健司 drums：山木秀夫 trumpet：西村浩二、奥村晶、菅坡雅彦、横山均 trombone：村田陽一、鹿討奏、鳥塚心輔、池城勉 alto sax：本田雅人 tenor sax：竹野昌邦、吉田治 baritone sax：山本拓夫 flute：高桑英世 oboe：庄司さとし clarinet：山根公男 violin：グレート栄田、金原千恵子、滝沢幸二郎、小倉達夫、矢野晴子、浜野考史 viola：山田雄司、高嶋麻由 musician coordinator：宮田文雄 | 決定的三分間 arrangement & programming：中山信彦 recording engineer：永井はじめ electric guitar：椎名林檎 vocal & electric guitar recording：井上雨迩 instruments technician：村松忠司 カプチーノ arrangement & keyboards：小林武史 guitars：名越由貴夫 drums：玉田豊夢 programming & guitar recording：安達練 雨傘 arrangement & electric bass：根岸孝旨 drums：河村“カースケ”智康 electric guitar：生形真一 日和姫 arrangement, electric guitar & synthesizer：日高央 electric guitar：越川和磨 electric bass：原直央（ASPARAGUS） drums：一瀬正和（ASPARAGUS） 幸先坂 arrangement & accordion：佐藤芳明 |